# Bert Hoffmann
Bert Hoffmann (* 6. Februar 1966 in Berlin) ist ein deutscher Politikwissenschaftler am GIGA German Institute of Global and Area Studies in Hamburg. Er leitet das Berlin-Büro des GIGA, ist Honorarprofessor an der Freien Universität Berlin, und Präsident des CEISAL (Europäischen Rates für sozialwissenschaftliche Lateinamerikaforschung).

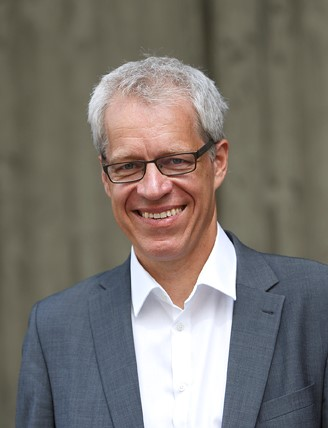
Bert Hoffmann, 2018

## Akademischer Werdegang
Bert Hoffmann studierte Politikwissenschaft an der Freien Universität Berlin und promovierte dort auch mit einer Dissertationsschrift zu „The Politics of the Internet in Third World Development“. Von 1993 bis 1998 war er Wissenschaftlicher Mitarbeiter am Institut für Iberoamerika-Kunde in Hamburg (heutiger Name: GIGA Institut für Lateinamerika-Studien), von 1998 bis 2003 am Lateinamerika-Institut der FU Berlin, und seit 2003 wieder am GIGA in Hamburg. 2007 war er Gastwissenschaftler am Nuffield College, Oxford University, sowie Gastdozent an der Freien Universität Berlin im Rahmen des SFB 700 „Governance in Räumen begrenzter Staatlichkeit“. Am GIGA leitete Hoffmann die Umstellung der Fachzeitschriften des Instituts in Open Access Journals. 2014 wurde er zum Honorarprofessor an der Freien Universität Berlin ernannt. Er leitet das Berlin-Büro des GIGA und ist ad interim Co-Direktor des GIGA Instituts für Lateinamerika-Studien. Seit 2023 ist der Präsident des CEISAL (Europäischen Rates für sozialwissenschaftliche Lateinamerikaforschung).
Hoffmann forscht zu politischen und gesellschaftlichen Entwicklungen in Lateinamerika. Über Kuba hat er eine politische Landeskunde sowie zahlreiche Aufsätze über die politische, wirtschaftliche und gesellschaftliche Entwicklung geschrieben. Darin analysiert er unter anderem die Ablösung Fidel Castros an der Staatsspitze 2006 als Übergang von einem „charismatischen Sozialismus“ zu einem „bürokratischen Sozialismus“ unter seinem Nachfolger und Bruder Raúl Castro, der graduelle wirtschaftliche Reformen und mehr administrative Effizienz verspricht. In einer aktuellen Studie zu den Perspektiven der deutsch-kubanischen Beziehungen in Kultur und Bildung betont Hoffmann die Vielfalt gesellschaftlicher Akteure, die von Deutschland aus ein dichtes Netz an Kontakten und Kooperation mit der Insel geknüpft haben, auch wenn die staatliche Zusammenarbeit nach wie vor schwierig ist, wie 2016 Kubas Absage an die Einrichtung eines Goethe-Instituts in Havanna gezeigt hat. In einem Forschungsprojekt hat er zusammen mit Katrin Hansing die Herausbildung neuer sozialer Ungleichheiten auf der Insel untersucht. Die empirische Befragung von über 1.000 Kubanern in allen Teilen des Landes zeigt dabei eine klare Benachteiligung der Afro-Kubaner, die sehr viel weniger Zugang zu Geldsendungen von emigrierten Verwandten haben und entsprechend kaum über Kapital verfügen, um lukrative Geschäfte im sich herausbildenden Privatsektor zu gründen. Hinzu kommt, dass sie auch über weniger Besitz von Immobilien oder Häusern aus der Zeit vor der Revolution verfügen, die für die Etablierung von Bed & Breakfasts, Restaurants oder Taxi-Diensten essenziell sind. Insofern trägt die soziale Struktur der Auswanderung nach 1959, in der überwiegend die besser gestellten, mehrheitlich „weißen“ Mittel- und Oberschichten das Land verließen, heute wieder zu einer Restratifizierung der kubanischen Gesellschaft entlang von Herkunft und Hautfarbe bei. Die tiefe Wirtschaftskrise in Folge der Corona-Pandemie hat diese Entwicklungen verschärft und die Frage nach der Anpassung der staatlichen Sozialpolitik an die neuen Realitäten nur noch dringlicher gemacht, wie Hoffmann in einem von ihm 2021 herausgegebenen Band betont. In der aktuellen Krise bleibt die Situation im Land angespannt und der Emigrationsdruck hoch; 60 Jahre nach der Kubakrise (1962) ist auch die Abhängigkeit von Russland wieder gewachsen.
Im Zuge der COVID-19-Pandemie hat Bert Hoffmann die sozialen und politischen Auswirkungen der Krise in Lateinamerika und der Karibik untersucht. Zudem hat er mit Blick auf die ökologische Geschichtsschreibung die überragende Bedeutung von Infektionskrankheiten, allen voran Gelbfieber, für die politische Entwicklung Lateinamerikas und der Karibik bis zum frühen 20. Jahrhundert beschrieben. Dabei verweist er insbesondere darauf, wie sehr diese Epidemien aus dem kollektiven Gedächtnis verdrängt sind und auch in der Mainstream-Geschichtsschreibung kaum vorkommen. Bert Hoffmann ist gegenwärtig an dem vom DAAD geförderten German-Latin American Centre of Infection & Epidemiology Research & Training (GLACIER) beteiligt und leitet in diesem Rahmen eine vergleichende Studie zur COVID-19-Impfpolitik in Mexiko, Kuba und den sechs Staaten Zentralamerikas.
Weitere Forschungsthemen Hoffmanns sind die politischen Implikationen der digitalen Medien; die konzeptionelle Debatte zu vergleichender Regionalforschung (Comparative Area Studies); sowie die sich verändernden Beziehungen zwischen Staaten und ihren ins Ausland emigrierten Bürgern. Ein von ihm geleitetes Forschungsprojekt hat die Emigrant Policies aller lateinamerikanischen Staaten vergleichend untersucht. Hoffmann ist Mitglied der Beiräte der wissenschaftlichen Fachzeitschriften European Review of Latin American and Caribbean Studies und Mitglied im Kuratorium des Heidelberg Centrum für Ibero-Amerika-Studien (HCIAS), 2023–2026. Außerdem ist er Honorary Research Fellow at The University of the West Indies, Sir Arthur Lewis Institute of Social and Economic Studies (SALISES), Mona Campus (Jamaica), 2023–2025.

## Veröffentlichungen

### Bücher
- Hoffmann, Bert (ed.): Social Policies and Institutional Reform in Post-COVID Cuba; Opladen: Verlag Barbara Budrich, 2021, ISBN 978-3-8474-2546-5 Volltext als PDF (spanische Fassung)
- Havanna. Im Herzen Kubas (Fotos: Sven Creutzmann). Verlag Frederking und Thaler, München 2019, 320 S. ISBN 978-3-95416-286-4
- Emigrant Policies in Latin America and the Caribbean (with Luicy Pedroza and Pau Palop). Santiago de Chile: FLASCO Chile 2016, ISBN 978-956-205-257-3 Volltext als PDF
- Wandel und Annäherung: Perspektiven deutsch-kubanischer Beziehungen in Kultur und Bildung. Stuttgart: Institut für Auslandsbeziehungen 2016; ISBN 978-3-921970-50-8 PDF
- Kuba. München: C. H. Beck, 3., überarb. Aufl. 2009; ISBN 978-3-406-44787-7
- Debating Cuban Exceptionalism (zus. mit Laurence Whitehead). New York/London: Palgrave, 2007; ISBN 978-1-4039-8075-5
- Wirtschaftsreformen in Kuba. Konturen einer Debatte; Frankfurt/M.: Vervuert (Schriftenreihe des Instituts für Iberoamerika-Kunde Band 38) 1994 (2. Aufl. 1996); ISBN 978-3-89354-238-3
- Cuba. Apertura y reforma económica. Perfil de un debate. Caracas: Nueva Sociedad 1995; ISBN 978-980-317-073-8
- The Politics of the Internet in Third World Development. Challenges in Contrasting Regimes with Case Studies of Costa Rica and Cuba. New York: Routledge, 323p., 2004; ISBN 978-0-415-65097-7
- Internet und Politik in Lateinamerika. Regulierung und Nutzung der Neuen Informations- und Kommunikationstechnologien im Kontext der politischen und wirtschaftlichen Transformationen (zus. mit Roman Herzog und Markus Schulz). Frankfurt / M.: Vervuert; 2002, ca. 500 S.; ISBN 978-3-89354-602-2
- Jahrbuch Lateinamerika Analysen und Berichte, Band 17–28 (1993–2004), Horlemann Verlag, ab Bd. 24 Westfälisches Dampfboot Übersicht

### Aufsätze (Auswahl)
- Erschöpfte Revolution. Kuba 60 Jahre nach der Raketenkrise; in: Aus Politik und Zeitgeschichte, 72. Jahrgang, 39/2022, 26. September 2022, S. 4–10 (Volltext Open Access)
- Repressed memory: Rethinking the impact of Latin America’s forgotten pandemics; in: European Review of Latin American and Caribbean Studies (109), 203–211 (Volltext Open Access)
- When Racial Inequalities Return: Assessing the Restratification of Cuban Society 60 Years After Revolution(with Katrin Hansing); in: Latin American Politics and Society vol. 62, no. 2 (summer 2020), p. 29–52. (Volltext Open Access)
- Assessing the Political and Social Impact of the COVID-19 Crisis in Latin America (mit Merike Blofield und Mariana Llanos); GIGA Focus Latin America | Number 3 | April 2020 Volltext
- Bureaucratic socialism in reform mode: the changing politics of Cuba’s post-Fidel era, in: Third World Quarterly, 37, 9(2016), 1730–1744
- Communicating Authoritarian Elite Cohesion(with Andreas Schedler), in: Democratization, 23, 1 (2016), 93–117
- The international dimension of authoritarian regime legitimation: insights from the Cuban case, in: Journal of International Relations and Development, 18 (2015), 556–574
- Latin America and Beyond: The Case for Comparative Area Studies, in: European Review of Latin American and Caribbean Studies, 100, (2015), 111–120
- What do they know of England who only England know? Vergleichende Regionalforschung als Schlüsselkompetenz in einer verflochtenen Welt (zus. mit Barbara Fritz), in: Markus Hochmüller et al. (ed.), Politik in verflochtenen Räumen / Los espacios entrelazados de lo político. Festschrift für Marianne Braig, Berlin: Verlag Walter Frey / edition tranvía 2013, p. 156–170 ISBN 978-3-938944-79-0
- Area Studies (mit Andreas Mehler) in: Bertrand Badie / Dirk Berg-Schlosser / Leonardo Morlino (eds.), International Encyclopedia of Political Science, Newbury: Sage, 86–89 ISBN 978-1-4129-5963-6
- Kuba: Auf dem Weg zum Marktsozialismus?, GIGA Focus Lateinamerika, 09/2010, Hamburg: GIGA Volltext
- Turning the Symbol Around: Returning Guantánamo Bay to Cuba, in: Abraham F. Lowenthal / Theodore Piccone / Laurence Whitehead (eds.), The Obama Administration and the Americas. Agenda for Change, Washington D.C.: The Brookings Institution, 2009, p. 136–144; ISBN 978-0-8157-0309-9
- Civil Society 2.0?: How the Internet Changes State-Society Relations in Authoritarian Regimes: The Case of Cuba, GIGA Working Paper, No. 156, January 2011, Hamburg: GIGA Volltext
- Bringing Hirschman Back In: “Exit”, “Voice”, and “Loyalty” in the Politics of Transnational Migration, in: The Latin Americanist, 54 (2010) 2, p. 57–73
- Charismatic Authority and Leadership Change: Lessons from Cuba's Post-Fidel Succession, in: International Political Science Review, 30 (2009) 3, p. 229–248
- Why Reform Fails: The ‘Politics of Policies’ in Costa Rican Telecommunications Liberalization, in: European Review of Latin American and Caribbean Studies, 84 (2008) p. 3–19